# Kelbajar (quận)
Kelbajar (tiếng Azerbaijan:Kəlbəcər) là một quận thuộc Azerbaijan. Dân số thời điểm năm 2012 là 66211 người.